# Organising Bureau of European School Student Unions
Organising Bureau of European School Student Unions, OBESSU, är en takorganisation för andra stadiets studerandeorganisationer i Europa. 